# La Santa Espina (rondalla)
La Santa Espina és una rondalla en tres actes i sis quadres amb text d'Àngel Guimerà i música d'Enric Morera, estrenada al Teatre Principal de Barcelona amb els Espectacles i Audicions Graner, el 19 de gener de 1907.
Els decorats eren a càrrec dels escenògrafs Moragas, Alarma, Vilomara i Junyent i la direcció escènica era de Modest Urgell. Hi participaren els actors Lluís Puiggarí, Mercè Viola, Assumpció Paricio, Francisco Puiggener, Artur Balot, Ramon Tor, Josep Santpere, Enric Vinyals, Ricard García, Emilia Baró, Maria Morera, Riu, Balasch, Ricart.
El títol fa referència a una relíquia d'una espina de la corona de Crist. L'argument combina elements del drama rural, la rondalla cavalleresca de l'edat mitjana i la fantasia màgica modernista. El primer acte transcorre en el pla real, en un mas en temps de verema en què el vaquer Gueridó està enamorat de la pubilla Maria. El segon i tercer actes transcorren en el pla fantàstic protagonitzats pel príncep Arnolt i la sirena Rosa Vera.
La sardana del tercer acte esdevingué una de les sardanes més conegudes i populars. Estigué prohibida després de la Guerra civil per tal com era, de fet, considerada himne nacional català.